# Монтрейль, Гийом Кузино де

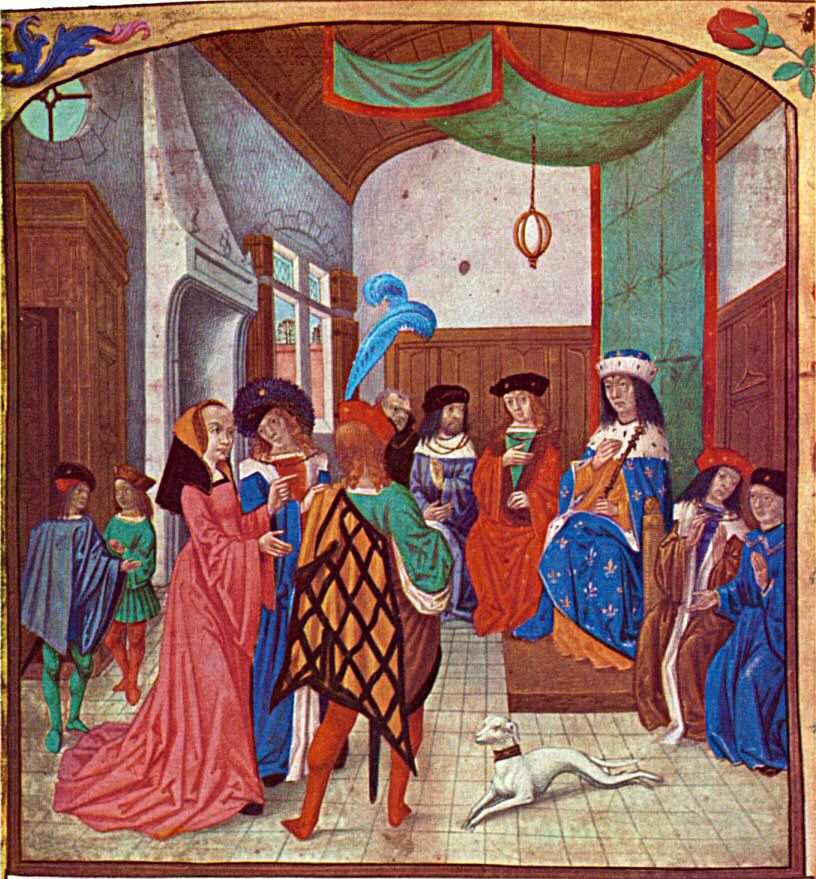
Жанна д’Арк перед дофином Карлом. Миниатюра рукописи XV в.

Гийом Кузино де Монтре́йль, или Гийом Кузино из Монтрёя (фр. Guillaume Cousinot de Montreuil, 1400 — 1484) — французский государственный деятель, дипломат и историк, предполагаемый автор «Хроники Девы» (фр. Chronique de la Pucelle), посвящённой Жанне д'Арк.

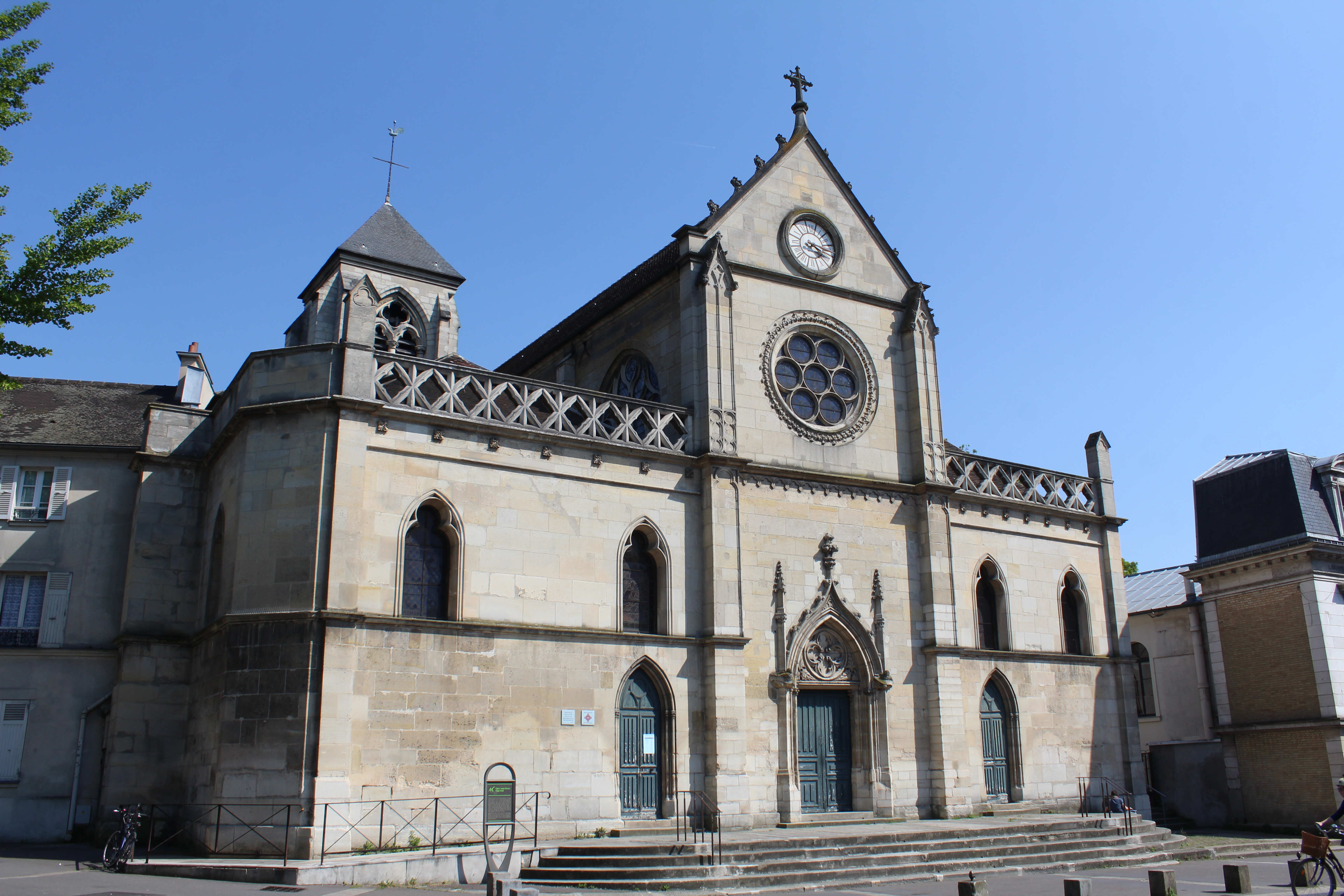
Церковь Св. Петра и Св. Павла в Монтрёе, XIV—XV вв.

Традиционно Гийома Кузино де Монтрейля принято называть Гийомом Кузино «Молодым» (фр. Le Jeune), или Вторым. Со времён профессора Национальной школы хартий Огюста Валле де Виривилля, опубликовавшего в 1859 году «Хронику Девы» Монтрейля-младшего, последнего ошибочно считали не сыном, а племянником Гийома Кузино Старшего (ум. после 1442 г.), пока родство их не было окончательно установлено в конце XIX века известным архивистом и оккультистом Жюлем Дуанелем.  

## Биография
Родился в 1400 году в семье Гийома Кузино Старшего, канцлера герцога Людовика Орлеанского, президента Парижского парламента, и Жанны Орфевр д’Орфей, дочери Пьера Орфевра, королевского адвоката. Его предполагаемый дед Пьер Кузино служил королевским прокурором в Осере и в 1411 году возведён был за свои заслуги в дворянское звание.
В первой половине 1420-х годов учился в Орлеанском университете, где его обучение финансировал отец, за счёт своего конфискованного у бургиньонов имущества в Босе. Во второй половине 1420-х годов участвовал в войне арманьяков и бургиньонов на стороне первых.  
В 1438 году стал секретарём короля Карла VII, а затем его комиссаром, отвечавшим за управление и финансы. Исполнял должность губернатора и смотрителя шахт и хозяйственных построек, затем королевского канцлера и камергера, после чего назначен был на должность королевского советника и майордома. В 1442 году стал первым президентом Совета Дофине, вскоре преобразованным в Парламент Дофине (фр. Parlement du Dauphiné).
В 1444—1449 годах был дипломатическим представителем в Англии, во время перемирия между двумя странами. С 1449 по 1461 год исполнял должность королевского бальи г. Руана. В 1451 году отправлен был послом в Шотландию, но после того как его корабль потерпел крушение у английских берегов, попал в плен, из которого выкуплен был Карлом VII за 20 000 экю, полученных в счёт доходов с соляного налога на Нормандию. 
В 1456 году стал сеньором Монтрёя близ Венсена, которым владел вплоть до своей смерти. В 1459 году был послом короля в Риме и представлял его интересы на Мантуанском соборе, обсуждавшем крестовый поход против турок.
Служил консьержем Дворца правосудия Консьержери, а также капитаном в Кабриере в Лангедоке (совр. департамент Эро), в соответствии с договором в Байонне. Получил титул сеньора Латтес-ле-Монпелье, а также должности капитана в Салсе, недалеко от Перпиньяна, губернатора, и судебного пристава в Монпелье.
После смерти в 1461 году Карла VII, был арестован и отправлен в темницу по приказу Людовика XI, но затем освобождён благодаря заступничеству влиятельных вельмож, вскоре после чего новый король сделал его своим камергером. В 1462 году по просьбе Людовика, вместе с архиепископом Реймсским Жаном Жувенелем дез Юрсеном, составил трактат, опровергающий притязания на французский трон со стороны английского короля Эдуарда IV. 
В 1463 году являлся камергером Людовика XI, в письме последнего из Абвиля от 29 сентября 1464 года упоминается также как один из его советников и рыцарей. В 1465 году, в ходе начавшейся войны Лиги общественного блага, остался верным королю, за что вознаграждён был им увеличением пенсии с 600 до 3000 франков. В 1470 году вновь исполнял обязанности посла в Риме. 
После смерти в 1483 году Людовика XI, невзирая на преклонный возраст, стал советником нового короля Карла VIII. После посещения в 1484 году заседания Генеральных штатов в Туре, в том же году скончался.

## Сочинения
В 1467 году приступил к составлению своего главного исторического труда — «Хроники [Орлеанской] Девы» (фр. Chronique de la Pucelle).
В основу этой написанной на среднефранцузском языке хроники положено историческое сочинение «Деяния благородных», или «Жеста знатных» (фр. La Geste des Nobles), принадлежащее перу отца автора, Гийома Кузино Старшего, в 1429 году лично встречавшегося с Жанной д'Арк. В нём излагается история французской монархии начиная с легендарных времён до бесславного правления Иоанна II Доброго, национального поражения и бедствий Столетней войны, кульминацией которых стал договор в Труа (1420). Вслед за тем рассказывается о появлении, признании и победах Орлеанской Девы, повествование о которой внезапно и необъяснимо прерывается на коронации Карла VII (1429). Дополнительными источниками Гийому Кузино Младшему послужили «Большие французские хроники», а также, возможно, «Дневник осады Орлеана» и «Хроника Сен-Дени» Жана Шартье. 
«Хроника Девы» сохранилась в двух редакциях и не менее чем в 19 манускриптах, относящихся к XV — первой пол. XVI в., лучшие из которых хранятся в собрании Национальной библиотеки Франции (MS fr. 5376, fr. 11506, fr. 5042). Впервые она была издана в 1661 году историком и архивистом Дени Годфруа как анонимное сочинение, вместе с «Хроникой» Жана Шартье и «Дневником осады Орлеана». Комментированное научное издание «Хроники Девы» Монтрейля опубликовано было в 1785 году в Париже в 7-м томе серии «Всеобщее собрание частных мемуаров, относящихся к истории Франции» (фр. Collection universelle des mémoires particuliers relatifs à l'histoire de France), и в 1825 году переиздана Жюлем Кишра в 8-м томе серии «Полное собрание мемуаров, относящихся к истории Франции» (фр. Collection complete des memoires relatifs à l'histoire de France). В 1859 году вышло новое её издание под редакцией Огюста Валле де Виривилля, переизданное в 1892 году.
Авторство Гийома Кузино в отношении «Хроники Девы» давно оспаривается некоторыми французскими медиевистами, начиная с Шарля Самарана и Рене Планшено. Мнение их разделяет отечественный исследователь Ольга Тогоева, считающая даже её первоисточник, «Жесту знатных», принадлежащей перу анонимного автора из Орлеана. Британский историк Крейг Тейлор, также подвергающий сомнению авторство Монтрейля-младшего в отношении «Хроники Девы», приписывает ему полемический трактат о защите монархии Валуа против английской короны под названием Pour ce que Plusieurs, написанный в 1465 году по поводу встречи Людовика XI с Эдуардом IV. 
Также Гийом Кузино написал в 1469 году стихотворно-прозаический «Ответ [Жану] Роберте, отправляющемуся к прекрасной Этьенетте» (фр. Réponse à Robertet sur le départ de la belle Étiennette), адресованный поэту школы «великих риториков» Жану Роберте, автору «Горестного плача и прискорбного сожаления, написанных для парижской кафедры Сент-Этьен» (фр. L'exclamation et regret lamentable fait pour le departement d'Estiennette de Paris, 1468).

## Публикации
- Mémoires de la Pucelle d'Orléans, ceux du connétable de Richemont, & ceux de Florent sire d'Illiers. XIVe & XVe siècles // Collection universelle des mémoires particuliers relatifs à l'histoire de France. — Tome VII. — Paris: Londres, 1785. — 473 p.
- Guillaume Cousinot (de Montreuil). Mémoires concernant la Pucelle d'Orléans. Publiées par M. Petitot // Collection complete des memoires relatifs à l'histoire de France. — Tome VIII. — Paris: Foucault, 1825. — 222 p.
- Chronique de la Pucelle: ou, Chronique de Cousinot, suivie de La chronique normande de P. Cochon, relatives aux règnes de Charles VI et de Charles VII. Restituées à leurs auteurs et publiées pour la première fois intégralement à partir de l'an 1403, d'après les manuscrits, avec notices et développements par Auguste Vallet de Viriville. — Paris: Adolphe Delahaye, 1859. — 540 p.
- Chronique de la Pucelle attribuée à Guillaume Cousinot. Publiées par Vallet de Viriville [réimpr. de l'éd. de 1859]. — Caen: Paradigme, 1992. — 174 p. — (Medievalia, 2). — ISBN 978-2868780775.